# Parc provincial de l'Île-Grand
Le parc provincial de l'Île-Grand (anglais : Grand Island Provincial Park) est un parc provincial du Manitoba (Canada) situé dans le lac Winnipegosis. Le parc protège un groupe d'îles situé dans la forêt mi-boréale. Il a une superificie de 1 035 ha et a été créée en 2017.